# Budynek Urzędu Marszałkowskiego w Łodzi
Urząd Marszałkowski – pierwszy wieżowiec, powstały w latach 70. XX wieku wzdłuż łódzkiej Trasy W-Z  70. XX, jako jeden z symboli nowego śródmieścia Łodzi.  

## Historia
Jego budowę zaczęto w latach 60., a ukończono na początku lat 70. Wieżowiec mieści się przy al. Piłsudskiego 8, przy głównej arterii miasta trasie W-Z (w czasie gdy powstawał, ulica nazywała się Główna, a nazwa "Trasa W-Z" pojawiła się pod koniec lat 70.). Budynek ma 62 metry wysokości i liczy 17 kondygnacji (w tym 16 użytkowych i jedną techniczną). W 1972 r. postawiono obok niego bliźniaczy wieżowiec: Centralny Dom Maklerski Pekao S.A. Powierzchnia biurowa każdego z budynków to ok. 9 tys. m².
Budynek pierwotnie należał do Centrum Badań i Promocji Biznesu „Ekorno”. W 2002 r. został przekazany w formie darowizny Urzędowi Marszałkowskiemu, którego siedzibą jest do dziś.
W 2003 roku budynek przeszedł gruntowną modernizację. Zmieniono mu elewacje, dzięki czemu zyskał nowoczesny wygląd. Dokonano wymiany stolarki okiennej. Przeprowadzono termomodernizację i wymianę okładziny elewacyjnej. Modernizację przeprowadziła łódzka firma Remo-Bud.